# Salustiano del Campo Urbano
Salustiano del Campo Urbano   (La Línea de la Concepción, 18 de febrer de 1931 - Madrid, 26 de juliol de 2024) va ser un sociòleg espanyol, president de l'Instituto de España (2003-2010) i membre de la Reial Acadèmia de Ciències Morals i Polítiques.

## Biografia
Llicenciat en Dret i Ciències Polítiques per la Universitat de Madrid en 1953 i diplomat en l'Institut Social León XIII, va completar la seva formació amb una beca estatunidenca en la Universitat de Chicago on va ser professor ajudant i es doctorà en Sociologia. Al seu retorn a Espanya, es va doctorar en Ciències Polítiques i va començar treballant com a professor adjunt i encarregat en les càtedres d'Història de les Idees i de Sociologia en la Universitat de Barcelona en 1962 i posteriorment en la Universitat Complutense de Madrid.
A partir d'aquest moment va desenvolupar la seva carrera acadèmica en aquesta universitat, arribant a ser Degà de la Facultat de Ciències Polítiques i Sociologia. A més de la seva activitat acadèmica, va fundar l'Institut d'Opinió Pública, antecedent del Centre d'Investigacions Sociològiques, va dirigir el Diccionari de Ciències Socials de la UNESCO, membre de la Comissió Nacional Espanyola de Cooperació amb la UNESCO, va treballar per les Nacions Unides en l'Oficina d'Assumptes Socials i com a representant espanyol en la Comissió de Població.
Va ser professor visitant en la Western Reserve University a Cleveland, en la Universitat de Nova York, en la de Wisconsin, en la Universitat de Rhode Island i en la Universitat Loyola de Nova Orleans i és doctor honoris causa en la Universitat Nacional d'Educació a Distància. Va ser membre d'importants institucions nacionals i internacionals com l'Acadèmia Europea de les Ciències, Arts i Humanitats de París, l'Acadèmia Europea de Ciències i Arts de Salzburg, el Centre Europeu de Coordinació i Documentació en Ciències Socials de Viena, l'Associació Espanyola de Sociologia, l'Associació Espanyola de Ciència Política, acadèmic de la Reial Acadèmia de Ciències Morals i Polítiques i, de 2003 a 2010 President de l'Instituto de España.
Destacà també en la seva faceta com a redactor, impulsor o fundador de diverses publicacions especialitzades, entre les quals cal esmentar la Revista de Estudios Políticos, Revista de Economía Política, Revista de Estudios Sociales, Revista Internacional de Sociología, Revista Española de la Opinión Pública i El Europeo. entre d'altres. És membre de diversos comitès editorials de revistes i publicacions internacionals. I va ser un dels impulsors de la primera Facultat de Sociologia d'Espanya.
Abunden els seus treballs en les més importants publicacions especialitzades del món, havent escrit un total de vint-i-sis llibres sobre diversa temàtica, especialment anàlisi sobre la família, la població, opinió pública, indicadors i tendències socials.

## Obra publicada
- Perfil de la sociología española, Los Libros de la Catarata, 2001. ISBN 84-8319-110-5
- Cataluña y España: miradas cruzadas, amb Pedro Vega, Barcelona : Ediciones del Bronce, 2001. ISBN 84-8453-081-7
- Familias: sociología y política, Universidad Complutense, Editorial Complutense, 1995. ISBN 84-89365-28-8
- La "nueva familia española", Universidad Complutense, 1991. ISBN 84-7754-073-X
- La imagen del rey: monarquía, realeza y poder ritual en la Casa de los Austrias: discurso, amb Carmelo Lisón Tolosana, Espasa Calpe, 1991. ISBN 84-239-7249-6
- La sociedad de clases medias, Espasa Calpe, 1989. ISBN 84-239-1885-8
- Nuevo análisis de la población española, amb Manuel Navarro, Ariel, 1987. ISBN 84-344-1680-8
- Análisis sociológico de la familia española, amb Manuel Navarro, Ariel, 1985. ISBN 84-344-1029-X
- La evolución de la familia española en el siglo XX, Alianza Editorial, 1982. ISBN 84-206-8052-4
- La cuestión regional española amb José Félix Tezanos Tortajada i Manuel Navarro, Madrid : Cuadernos para el Diálogo, 1977. ISBN 84-229-4030-2
- Escuela, ideología y clases sociales en España: crítica de la sociología empirista de la educación amb Carlos Lerena Alesón, Ariel, 1976. ISBN 84-344-1672-7
- Crítica de la planificación social española 1964- 1975, amb Manuel Navarro, Madrid : Castellote, D.L. 1976. ISBN 84-7259-073-9